# Bandiera della Turingia
La bandiera della Turingia, sia civile che statale, presentano un bicolore bianco su rosso. Introdotta con la formazione dello stato di Turingia all'interno della Repubblica di Weimar nel 1920, è il rovescio della bandiera dell'Assia, entrambe le bandiere riflettono in definitiva i colori araldici dei sovrani ludovingi del Langraviato di Turingia. La somiglianza della bandiera con quella polacca è casuale.
Come per molte bandiere di stati tedeschi, la dimensione più comunemente usata commercialmente è 3:5, sebbene per legge sia indicata come "almeno 1:2". La bandiera civile bicolore bianco su rosso fu utilizzata durante la Repubblica di Weimar e formalmente abolita nel 1935, con le riforme del Terzo Reich. Fu riadottata nel 1946, quando la Turingia tornò a essere uno stato, e nuovamente abolita nel 1952 con le riforme di governo della Repubblica Democratica Tedesca. Con la riunificazione della Germania, la Turingia tornò a essere uno Stato e la bandiera fu riadottata nel 1991. Fu immediatamente accettata come bandiera nazionale dopo la riunificazione e la ricostituzione della Turingia come Stato, il 3 ottobre 1990. La prima norma giuridica fu il Gesetz über die Hoheitszeichen del 30 gennaio 1991.
Il nuovo stemma della Turingia è il vecchio stemma dei Langravi Ludovingi di Turingia, con un paio di modifiche. Date le somiglianze tra gli stemmi dell'Assia e della Turingia, anche le bandiere appaiono simili.

## Evoluzione

Schwarzburg-Sondershausen (1599–1918)
Sassonia-Altenburg (1893-1918)
Sassonia-Meiningen
Sassonia-Hildburghausen
Sassonia-Gotha-Altenburg
Principato di Reuss-Greiz
Principato di Reuss-Gera
Ducato di Sassonia-Eisenach (1813–1897)
Ducato di Sassonia-Eisenach (1897-1918)
Sassonia-Coburgo-Gotha (1911–1920)
Design della bandiera del 1933